# George Wallington
George Wallington, pseudonimo di Giacinto Figlia (Palermo, 27 ottobre 1924 – New York, 15 febbraio 1993), è stato un pianista e compositore statunitense jazz di origine italiana.
Il suo stile di be-bop puro è paragonato a quello di Bud Powell.

## Biografia
Trasferitosi con la sua famiglia negli Stati Uniti nel 1925, ricevette ancora in tenera età le prime educazioni musicali dal padre, cantante lirico e dall'età di nove anni studiò il pianoforte (Juilliard School).
Appassionato di jazz, iniziò a esibirsi in alcuni locali della zona del Greenwich Village, nel 1944 fece parte del quintetto di Dizzy Gillespie che fece alcune esibizioni allOnyx Club di New York.
Successivamente fu pianista di Joe Marsala, Georgie Auld, Allen Eager, Red Rodney e Charlie Parker e alla fine degli anni quaranta con Kai Winding e Gerry Mulligan.
Durante gli anni cinquanta registrò alcuni album come leader di piccoli propri gruppi musicali.
Verso la fine degli anni cinquanta abbandonò le scene musicali per dedicarsi all'attività commerciale di famiglia (vendita di apparecchiature per aria condizionata).
Dal 1984 ricominciò a riprendere la sua vecchia passione musicale incidendo alcuni dischi a proprio nome.
Tra le sue composizioni da citare tra le altre, "Lemon Drop", tema be-bop con accompagnamento vocale in stile scat, questo brano fu ripreso da musicisti come Woody Herman, Gene Krupa e Chubby Jackson, un altro brano del pianista oggetto di cover fu "Godchild" che il trombettista Miles Davis inserì nel suo storico album Birth of the Cool.

## Discografia

### Leader
Album
- 1949-52 - The George Wallington Trios And Septet (Savoy)
- 1952 – George Wallington Trio (Progressive Records, PLP 3001)
- 1953 – The George Wallington Trios (Prestige  PRLP136) reissued in 1969 as The G W Trios (Prestige PRST 7587) and in 1980 as Our Delight (Prestige P24093)
- 1954 – The Workshop of the George Wallington Trio (Norgran Records, MG N-24)
- 1955 – George Wallington And His Band - Showcase (Blue Note Records, BLP 5045) reissued in 1969 as The Beginning and End of Bop (Blue Note Records, B 6503)
- 1955 – George Wallington with Strings (Norgran Records, MGN 1010) reissued in 1956 as Variations (Verve Records, MGV-2017)
- 1956 – George Wallington Quintet at the Bohemia (Featuring The Peck) (Progressive Records, PLP 1001)
- 1956 – Jazz for the Carriage Trade (Prestige Records, PRLP 7032)
- 1956 – Knight Music (Atlantic Records, 1275/SD 1275)
- 1957 - George Wallington|Phil Woods|Donald Byrd - The New York Scene (New Jazz NJLP 8207)
- 1956 – George Wallington (Savoy Records, MG-12081)
- 1957 – Leonard Feather Presents BOP (Mode Records, MOD LP 127)
- 1957 – The Prestidigitator (East/West Records America, 4004)
- 1957 – Jazz at Hotchkiss (Savoy Records, MG 12122) reissued in 1979 ad Dance of the Infidels (Savoy Jazz Records, SJL-1122)
- 1984 – The Symphony of a Jazz Piano (Interface Records, YF-7116)
- 1984 – Virtuoso (Interface Records, YF-7092)
- 1985 – The Pleasure of a Jazz Inspiration (V.S.O.P., #84CD)